# Евлампия Петкова
Евлампия Петкова е българска драматична актриса.

## Биография
Родена е в Копривщица през 1886 г. Започва артистичната си дейност в полупрофесионалния театър в Пловдив. През 1901 г. дебютира с ролята на Амалия в „Разбойници“ от Фридрих Шилер в театър „Люксембург“. Актриса е в Пловдивски градски театър, Плевенски градски театър, Народен театър, „Възраждане“, Хасковски общински театър, Пътуващ съюзен театър. Играе в театралните трупи на Матьо Македонски, Георги Костов и Борис Денизов. Почива на 26 октомври 1943 г. в София.

## Роли
Евлампия Петкова играе множество роли, по-значимите са:
- Мария – „Иванко“ от Васил Друмев
- Кака Гинка – „Под игото“ от Иван Вазов
- Гурмижка – „Лес“ от Александър Островски
- Луиза и Лейди Милфорд – „Коварство и любов“ от Фридрих Шилер[1]